# Международна награда за поезия „Венац-Вийенац-Венец“
Международната награда за поезия „Венац-Вијенац-Венец“ е международна награда, давана за най-добрата книга с поезия на всички южнославянски езици. Наградата е учредена в началото на 2016 г..

## История
За първи път е присъдена на 15 юли 2016 г. в Ниш. Наградата се състои от плакет и парична сума, грамота и публикуване на печелившата стихосбирка, ако още не е издадена. Авторът на стихосбирката победител е член на журито през следващата година.

### 2016
През 2016 г. победител, с единадесет от общо четиринадесет гласа, е стихосбирката „Еринерунг“ на сръбския поет с български произход Илия Фонламов Францискович, който стана първият лауреат. Наградата е представена в Ниш, въпреки че първоначално е замислено това да се случи в Загреб.